# NGC 106
NGC 106 là một thiên hà hình hạt đậu được ước tính cách chúng ta khoảng 270 triệu năm ánh sáng trong chòm sao Song Ngư. Nó được Francis Leavenworth phát hiện năm 1886 và cấp sao biểu kiến của nó là 14,5.